# Вировитицько-Подравська жупанія
Вировитицько-Подравська жупанія (хорв. Virovitičko-podravska županija) — округ у Хорватії, у північній Славонії. Включає землі по Драві, звідки назва Подравіна. Місцеперебування окружної адміністрації — місто Вировитиця.

## Географія
Площа жупанії - 2024 км². На сході жупанія межує з Осієцько-Баранською жупанією, на півдні - з Пожезько-Славонською жупанією, на південному заході - з Беловарсько-Білогорською жупанією, на північному заході з Копривницько-Крижевецькою жупанією. На півночі Вировитицько-Подравської жупанії по річці Драва пролягає державний кордон з Угорщиною. Територією жупанії проходить ряд важливих залізничних та автомобільних магістралей за напрямками Будапешт—Баня-Лука і Вараждин—Осієк.
Велика частина жупанії розташована на низинній, родючій долині Драви, також відомій як Подравіна; лише на півдні територія жупанії підходить до гірської гряди Папук, яка відокремлює Подравіну від Пожезької долини.

## Населення і адміністративний поділ
Відповідно до даних перепису 2001 року, на території жупанії проживало 93 389 осіб, 89,5 % становлять хорвати, 7,1 % — серби, 0,3 % — угорці.
Жупанія поділена на три міста і 13 громад (станом на 2001 рік).
Міста:
- Вировитиця, столиця жупанії.
- Слатина
- Ораховиця

Громади:
- Црнац
- Чачінці
- Чаджавиця
- Градина
- Лукач
- Міклеуш
- Нова Буковиця
- Пітомача
- Соп'є
- Сухополє
- Шпишич-Буковиця
- Вочин
- Зденці